# اندرکوپام، چنای
اندرکوپام، چنای (به انگلیسی: Andarkuppam, Chennai) یک منطقهٔ مسکونی در هند است که در تامیل نادو واقع شده‌است.

## خصوصیات
اندرکوپام ۳ متر بالاتر از سطح دریا واقع شده‌است.